# Liste der Kulturdenkmale in Berlin-Bohnsdorf

Lage von Bohnsdorf in Berlin

In der Liste der Kulturdenkmale von Bohnsdorf sind die Kulturdenkmale des Berliner Ortsteils Bohnsdorf im Bezirk Treptow-Köpenick aufgeführt.

## Denkmalbereiche (Ensembles)
| Nr.                                                                   | Lage                                                           | Offizielle Bezeichnung                                                  | Bestandteile / Beschreibung                                                                             | Bild                                |
| --------------------------------------------------------------------- | -------------------------------------------------------------- | ----------------------------------------------------------------------- | --- | ----------------------------------- |
| 09045185                                                              | Dorfplatz 2–9, 12–21 Glienicker Straße 517/519, 523/527 (Lage) | Dorfanger Bohnsdorf Baudenkmale siehe: Dorfplatz 3, 7, 8, 9, Dorfkirche | Weitere Bestandteile des Ensembles:                                                                     | Weitere Bestandteile des Ensembles: |
| 09045185                                                              | Dorfplatz 2–9, 12–21 Glienicker Straße 517/519, 523/527 (Lage) | Dorfanger Bohnsdorf Baudenkmale siehe: Dorfplatz 3, 7, 8, 9, Dorfkirche | 09045446 – Angerbereich, Vorgärten, Gehwege, Hofanlagen                                                 | Angerbereich                        |
| 09045185                                                              | Dorfplatz 2–9, 12–21 Glienicker Straße 517/519, 523/527 (Lage) | Dorfanger Bohnsdorf Baudenkmale siehe: Dorfplatz 3, 7, 8, 9, Dorfkirche | 09045203 Dorfplatz, Spritzenhäuschen, um 1900                                                           | Spritzenhäuschen                    |
| 09045185                                                              | Dorfplatz 2–9, 12–21 Glienicker Straße 517/519, 523/527 (Lage) | Dorfanger Bohnsdorf Baudenkmale siehe: Dorfplatz 3, 7, 8, 9, Dorfkirche | 09045205 – Dorfplatz 2, Wohnhaus, 1952–1953                                                             | Dorfplatz 2                         |
| 09045185                                                              | Dorfplatz 2–9, 12–21 Glienicker Straße 517/519, 523/527 (Lage) | Dorfanger Bohnsdorf Baudenkmale siehe: Dorfplatz 3, 7, 8, 9, Dorfkirche | 09045186 – Dorfplatz 4, Wohnhaus, 1956–1957 vom Entwurfsbüro Hochbau I-Groß-Berlin                      | Dorfplatz 4                         |
| 09045185                                                              | Dorfplatz 2–9, 12–21 Glienicker Straße 517/519, 523/527 (Lage) | Dorfanger Bohnsdorf Baudenkmale siehe: Dorfplatz 3, 7, 8, 9, Dorfkirche | Ställe                                                                                                  |                                     |
| 09045185                                                              | Dorfplatz 2–9, 12–21 Glienicker Straße 517/519, 523/527 (Lage) | Dorfanger Bohnsdorf Baudenkmale siehe: Dorfplatz 3, 7, 8, 9, Dorfkirche | 09045187 – Dorfplatz 5, Wohnhaus, ehem. Schule, 1877 von Friedrich Noack                                | Dorfplatz 5                         |
| 09045185                                                              | Dorfplatz 2–9, 12–21 Glienicker Straße 517/519, 523/527 (Lage) | Dorfanger Bohnsdorf Baudenkmale siehe: Dorfplatz 3, 7, 8, 9, Dorfkirche | 09045188 – Dorfplatz 6, Wohnhaus, Umbau 1905–1906 von Franz Noack                                       | Dorfplatz 6                         |
| 09045185                                                              | Dorfplatz 2–9, 12–21 Glienicker Straße 517/519, 523/527 (Lage) | Dorfanger Bohnsdorf Baudenkmale siehe: Dorfplatz 3, 7, 8, 9, Dorfkirche | Stall                                                                                                   |                                     |
| 09045185                                                              | Dorfplatz 2–9, 12–21 Glienicker Straße 517/519, 523/527 (Lage) | Dorfanger Bohnsdorf Baudenkmale siehe: Dorfplatz 3, 7, 8, 9, Dorfkirche | 09045190 – Dorfplatz 8, Wohnhaus, 1961 von Wilfried Finck und Clemens Riemekasten                       |                                     |
| 09045185                                                              | Dorfplatz 2–9, 12–21 Glienicker Straße 517/519, 523/527 (Lage) | Dorfanger Bohnsdorf Baudenkmale siehe: Dorfplatz 3, 7, 8, 9, Dorfkirche | Garage und Werkstatt                                                                                    |                                     |
| 09045185                                                              | Dorfplatz 2–9, 12–21 Glienicker Straße 517/519, 523/527 (Lage) | Dorfanger Bohnsdorf Baudenkmale siehe: Dorfplatz 3, 7, 8, 9, Dorfkirche | 09045192 – Dorfplatz 9, Wohnhaus, 1912–1916 von Franz Noack                                             | Dorfplatz 9                         |
| 09045185                                                              | Dorfplatz 2–9, 12–21 Glienicker Straße 517/519, 523/527 (Lage) | Dorfanger Bohnsdorf Baudenkmale siehe: Dorfplatz 3, 7, 8, 9, Dorfkirche | Scheune                                                                                                 |                                     |
| 09045185                                                              | Dorfplatz 2–9, 12–21 Glienicker Straße 517/519, 523/527 (Lage) | Dorfanger Bohnsdorf Baudenkmale siehe: Dorfplatz 3, 7, 8, 9, Dorfkirche | Scheune: Berlin-Bohnsdorf, Dorfplatz 9                                                                  |                                     |
| 09045185                                                              | Dorfplatz 2–9, 12–21 Glienicker Straße 517/519, 523/527 (Lage) | Dorfanger Bohnsdorf Baudenkmale siehe: Dorfplatz 3, 7, 8, 9, Dorfkirche | 09045195 – Dorfplatz 12, Wohnhaus, 1894 von Karl Pietzker, Umbau 1903 von Franz Noack                   | Dorfplatz 12                        |
| 09045185                                                              | Dorfplatz 2–9, 12–21 Glienicker Straße 517/519, 523/527 (Lage) | Dorfanger Bohnsdorf Baudenkmale siehe: Dorfplatz 3, 7, 8, 9, Dorfkirche | 09045196 – Dorfplatz 13, Wohnhaus, um 1890, Umbau 1932                                                  | Dorfplatz 13                        |
| 09045185                                                              | Dorfplatz 2–9, 12–21 Glienicker Straße 517/519, 523/527 (Lage) | Dorfanger Bohnsdorf Baudenkmale siehe: Dorfplatz 3, 7, 8, 9, Dorfkirche | Stall                                                                                                   |                                     |
| 09045185                                                              | Dorfplatz 2–9, 12–21 Glienicker Straße 517/519, 523/527 (Lage) | Dorfanger Bohnsdorf Baudenkmale siehe: Dorfplatz 3, 7, 8, 9, Dorfkirche | 09045197 – Dorfplatz 14, Wohnhaus, um 1890                                                              | Dorfplatz 14                        |
| 09045185                                                              | Dorfplatz 2–9, 12–21 Glienicker Straße 517/519, 523/527 (Lage) | Dorfanger Bohnsdorf Baudenkmale siehe: Dorfplatz 3, 7, 8, 9, Dorfkirche | Ställe und Scheune                                                                                      |                                     |
| 09045185                                                              | Dorfplatz 2–9, 12–21 Glienicker Straße 517/519, 523/527 (Lage) | Dorfanger Bohnsdorf Baudenkmale siehe: Dorfplatz 3, 7, 8, 9, Dorfkirche | 09045199 – Dorfplatz 15, Hotel- und Gaststättengebäude, um 1890                                         | Dorfplatz 15                        |
| 09045185                                                              | Dorfplatz 2–9, 12–21 Glienicker Straße 517/519, 523/527 (Lage) | Dorfanger Bohnsdorf Baudenkmale siehe: Dorfplatz 3, 7, 8, 9, Dorfkirche | Tanzsaal, 1902 von Franz Noack                                                                          |                                     |
| 09045185                                                              | Dorfplatz 2–9, 12–21 Glienicker Straße 517/519, 523/527 (Lage) | Dorfanger Bohnsdorf Baudenkmale siehe: Dorfplatz 3, 7, 8, 9, Dorfkirche | 09045200 – Dorfplatz 16, Wohnhaus, um 1890                                                              | Dorfplatz 16                        |
| 09045185                                                              | Dorfplatz 2–9, 12–21 Glienicker Straße 517/519, 523/527 (Lage) | Dorfanger Bohnsdorf Baudenkmale siehe: Dorfplatz 3, 7, 8, 9, Dorfkirche | 09045201 – Dorfplatz 17, Wohnhaus, 1959–1961 vom Kollektiv Institut für Typung – Ministerium für Aufbau | Dorfplatz 17                        |
| 09045185                                                              | Dorfplatz 2–9, 12–21 Glienicker Straße 517/519, 523/527 (Lage) | Dorfanger Bohnsdorf Baudenkmale siehe: Dorfplatz 3, 7, 8, 9, Dorfkirche | 09045202 – Dorfplatz 17A, Wohnhaus, 1959–1961                                                           | Dorfplatz 17a                       |
| 09045185                                                              | Dorfplatz 2–9, 12–21 Glienicker Straße 517/519, 523/527 (Lage) | Dorfanger Bohnsdorf Baudenkmale siehe: Dorfplatz 3, 7, 8, 9, Dorfkirche | 09045198 – Dorfplatz 21, Wohnhaus, um 1885                                                              | Dorfplatz 21                        |
| 09045185                                                              | Dorfplatz 2–9, 12–21 Glienicker Straße 517/519, 523/527 (Lage) | Dorfanger Bohnsdorf Baudenkmale siehe: Dorfplatz 3, 7, 8, 9, Dorfkirche | Stall                                                                                                   |                                     |
| 09045185                                                              | Dorfplatz 2–9, 12–21 Glienicker Straße 517/519, 523/527 (Lage) | Dorfanger Bohnsdorf Baudenkmale siehe: Dorfplatz 3, 7, 8, 9, Dorfkirche | 09045207 – Glienicker Straße 517, Wohnhaus, 1893 von Karl Pietzker                                      | Stall: Glienicker Str. 517          |
| 09045185                                                              | Dorfplatz 2–9, 12–21 Glienicker Straße 517/519, 523/527 (Lage) | Dorfanger Bohnsdorf Baudenkmale siehe: Dorfplatz 3, 7, 8, 9, Dorfkirche | Stall                                                                                                   |                                     |
| 09045185                                                              | Dorfplatz 2–9, 12–21 Glienicker Straße 517/519, 523/527 (Lage) | Dorfanger Bohnsdorf Baudenkmale siehe: Dorfplatz 3, 7, 8, 9, Dorfkirche | 09045208 – Glienicker Straße 519, Wohnhaus, 1891 von H. Pietzker                                        |                                     |
| 09045185                                                              | Dorfplatz 2–9, 12–21 Glienicker Straße 517/519, 523/527 (Lage) | Dorfanger Bohnsdorf Baudenkmale siehe: Dorfplatz 3, 7, 8, 9, Dorfkirche | Stall                                                                                                   |                                     |
| 09045204 – Glienicker Straße 523, Schmiede, 1903–1905 von Franz Noack | Schmiede: Glienicker Str. 523                                  |                                                                         | |                                     |

## Denkmalbereiche (Gesamtanlagen)
| Nr.      | Lage                                                                            | Offizielle Bezeichnung                                                                 | Beschreibung                                                                                     | Bild                                  |
| -------- | ------------------------------------------------------------------------------- | -------------------------------------------------------------------------------------- | ------------------------------------------------------------------------------------------------ | ------------------------------------- |
| 09045277 | Gartenstadtweg 15–66, 68/72, 74–99 Am Falkenberg 118–120 Akazienhof 1–26 (Lage) | Gartenstadt Falkenberg Teil des UNESCO-Weltkulturerbes Siedlungen der Berliner Moderne | 12 Wohnzeilen am Gartenstadtweg, 1913–1915 von Bruno Taut (siehe auch Gartendenkmal Freiflächen) |                                       |
| 09045277 | Gartenstadtweg 15–66, 68/72, 74–99 Am Falkenberg 118–120 Akazienhof 1–26 (Lage) | Gartenstadt Falkenberg Teil des UNESCO-Weltkulturerbes Siedlungen der Berliner Moderne | 8 Häuser im Akazienhof                                                                           |                                       |
| 09045277 | Gartenstadtweg 15–66, 68/72, 74–99 Am Falkenberg 118–120 Akazienhof 1–26 (Lage) | Gartenstadt Falkenberg Teil des UNESCO-Weltkulturerbes Siedlungen der Berliner Moderne | Wohnhaus Am Falkenberg 119, 1914–1915 von Heinrich Tessenow                                      | Am Falkenberg 119 · Am Falkenberg 119 |
| 09060112 | Richterstraße 4–5 Am Falkenberg 1–5 (Lage)                                      | Villa                                                                                  | Turmvilla mit Weinkeller, 1878, Umbau um 1890 (siehe auch Gartendenkmal Villengarten)            | Richterstr. 4–5                       |
| 09060112 | Richterstraße 4–5 Am Falkenberg 1–5 (Lage)                                      | Villa                                                                                  | Stallgebäude, 1878                                                                               |                                       |
| 09060112 | Richterstraße 4–5 Am Falkenberg 1–5 (Lage)                                      | Villa                                                                                  | Wohnhaus mit Balkon, 1892 von Rudolf Behling                                                     |                                       |
| 09060112 | Richterstraße 4–5 Am Falkenberg 1–5 (Lage)                                      | Villa                                                                                  | Garage um 1921, Umbau 1987 (Am Falkenberg 3)                                                     |                                       |
| 09060112 | Richterstraße 4–5 Am Falkenberg 1–5 (Lage)                                      | Villa                                                                                  | Wohnhaus mit Laboratorium, 1890 von Rudolf Behling (Am Falkenberg 5)                             |                                       |

## Baudenkmale
| Nr.      | Lage                       | Offizielle Bezeichnung                                                                            | Beschreibung                                                                                                 | Bild                                                          |
| -------- | -------------------------- | ------------------------------------------------------------------------------------------------- | --- | ------------------------------------------------------------- |
| 09045249 | Buntzelstraße 3 (Lage)     | Villa                                                                                             | 4. Viertel 19. Jh.                                                                                           | Villa Buntzelstr. 3                                           |
| 09045250 | Buntzelstraße 11–13 (Lage) | Wohnhaus mit Einfriedung, Teehaus und Brunnen                                                     | 1906 und 1916 von Ludwig Witthöft (siehe auch Gartendenkmal Landhausgarten)                                  | Berlin-Bohnsdorf, Buntzelstr. 11–13: Wohnhaus mit Einfriedung |
| 09045250 | Buntzelstraße 11–13 (Lage) | Wohnhaus mit Einfriedung, Teehaus und Brunnen                                                     | Teehaus | Teehaus: Berlin-Bohnsdorf, Buntzelstr. 11–13                  |
| 09045250 | Buntzelstraße 11–13 (Lage) | Wohnhaus mit Einfriedung, Teehaus und Brunnen                                                     | Brunnen |                                                               |
| 09045194 | Dorfplatz (Lage)           | Dorfkirche Bohnsdorf Bestandteil des Ensembles: Dorfanger Bohnsdorf                               | 1755–1757 von Johann Friedrich Lehmann, Erweiterung 1888, Erneuerung der Turmspitze 1937–1938 von Otto Risse | Dorfkirche                                                    |
| 09045206 | Dorfplatz 3 (Lage)         | Bauernhaus, Scheune, Ställe und Hofpflasterung Bestandteil des Ensembles: Dorfanger Bohnsdorf     | Bauernhaus, um 1885                                                                                          | Dorfplatz 3                                                   |
| 09045206 | Dorfplatz 3 (Lage)         | Bauernhaus, Scheune, Ställe und Hofpflasterung Bestandteil des Ensembles: Dorfanger Bohnsdorf     | Scheune, Ställe und Hofpflasterung, um 1885                                                                  |                                                               |
| 09045206 | Dorfplatz 3 (Lage)         | Bauernhaus, Scheune, Ställe und Hofpflasterung Bestandteil des Ensembles: Dorfanger Bohnsdorf     | Taubenhaus, 1910                                                                                             |                                                               |
| 09045189 | Dorfplatz 7 (Lage)         | Bauernhaus mit Ställen, Scheune und Hofpflasterung Bestandteil des Ensembles: Dorfanger Bohnsdorf | Bauernhaus, um 1885                                                                                          | Dorfplatz 7                                                   |
| 09045189 | Dorfplatz 7 (Lage)         | Bauernhaus mit Ställen, Scheune und Hofpflasterung Bestandteil des Ensembles: Dorfanger Bohnsdorf | Ställe, Scheune und Hofpflasterung, um 1885                                                                  |                                                               |
| 09045189 | Dorfplatz 7 (Lage)         | Bauernhaus mit Ställen, Scheune und Hofpflasterung Bestandteil des Ensembles: Dorfanger Bohnsdorf | Taubenhaus, 1894                                                                                             | Taubenhaus: Berlin-Bohnsdorf, Dorfplatz 7                     |
| 09045191 | Dorfplatz 8 (Lage)         | Stall Bestandteil des Ensembles: Dorfanger Bohnsdorf                                              | um 1885 | Dorfplatz 8 Stall                                             |
| 09045193 | Dorfplatz 9 (Lage)         | Stall Bestandteil des Ensembles: Dorfanger Bohnsdorf                                              | um 1850 | Stall: Dorfplatz 9, Berlin-Bohnsdorf                          |
| 09045285 | Reihersteg 36/38 (Lage)    | Ev. Gemeindezentrum Paul Gerhard                                                                  | 1936–1937 von Otto Risse                                                                                     |                                                               |
| 09045286 | Richterstraße 6 (Lage)     | Vorwerk Falkenberg, Gutshaus mit Gartenanlage                                                     | Gutshaus, 1758 (?), Erweiterung um 1870                                                                      |                                                               |
| 09045286 | Richterstraße 6 (Lage)     | Vorwerk Falkenberg, Gutshaus mit Gartenanlage                                                     | Gartenanlage                                                                                                 | Gartenanlage: Berlin-Bohnsdorf, Richterstr.6                  |

## Gartendenkmale
| Nr.      | Lage                                                                                        | Offizielle Bezeichnung | Beschreibung                                                                               | Bild                                                                  |
| -------- | ------------------------------------------------------------------------------------------- | --- | ------------------------------------------------------------------------------------------ | --------------------------------------------------------------------- |
| 09046092 | Am Falkenberg 1–3 Gellertstraße 16/30 Radickestraße 62/66 Schneckenburger Straße 2/8 (Lage) | Villengarten | 4. Viertel 19. Jh. (siehe auch Gesamtanlage Villa)                                         | Villengarten: Berlin-Bohnsdorf, Am Falkenberg-1–3                     |
| 09097200 | Buntzelstraße 11–13 Gründerstraße 22–24 (Lage)                                              | Landhausgarten | 1906–1907, 1914–1920, 1934 von Ludwig Witthöft (siehe auch Baudenkmal Buntzelstraße 11–13) | Landhausgarten: Buntzelstr. 11–13 · Landhausgarten: Gründerstr. 22–24 |
| 09046093 | Gartenstadtweg 15–66, 68/72, 74–99 Akazienhof 1–26 Am Falkenberg 118–120 (Lage)             | Freiflächen der Gartenstadt Falkenberg (Tuschkastensiedlung) Teil des UNESCO-Weltkulturerbes Siedlungen der Berliner Moderne | Vorgärten, 1913–1915 von Ludwig Lesser (siehe auch Gesamtanlage Gartenstadt Falkenberg)    |                                                                       |
| 09046093 | Gartenstadtweg 15–66, 68/72, 74–99 Akazienhof 1–26 Am Falkenberg 118–120 (Lage)             | Freiflächen der Gartenstadt Falkenberg (Tuschkastensiedlung) Teil des UNESCO-Weltkulturerbes Siedlungen der Berliner Moderne | Platzanlage Akazienhof                                                                     | Platzanlage des Akazienhofes Berlin-Bohnsdorf                         |
| 09046093 | Gartenstadtweg 15–66, 68/72, 74–99 Akazienhof 1–26 Am Falkenberg 118–120 (Lage)             | Freiflächen der Gartenstadt Falkenberg (Tuschkastensiedlung) Teil des UNESCO-Weltkulturerbes Siedlungen der Berliner Moderne | Struktur der Mietergärten                                                                  |                                                                       |